# 감라스탄

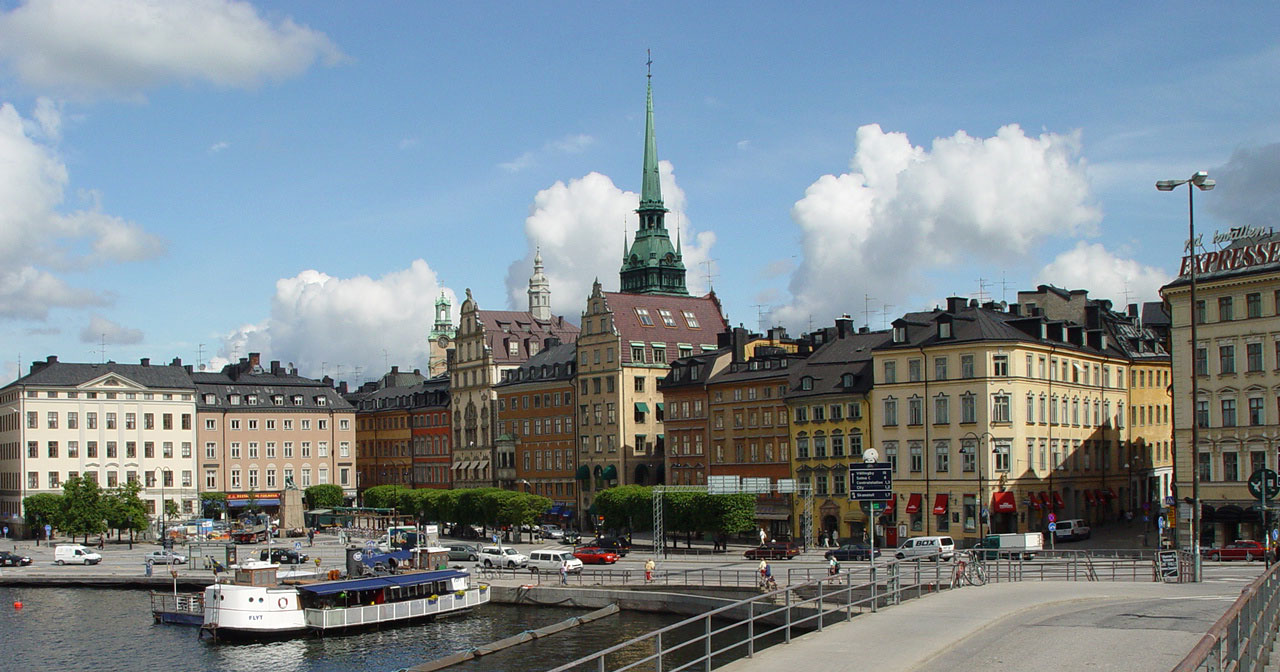
감라스탄

감라스탄(스웨덴어: Gamla stan)은 스웨덴의 수도인 스톡홀름의 구 시가지이다. 감라스탄은 스웨덴어로 "옛 도시"를 뜻한다. 감라스탄은 스타스홀멘 섬(Stadsholmen)에 위치하며 다리 사이에 위치한 거리를 뜻하는 "스타덴 멜란 브로아르나"(Staden mellan broarna)라고 부르기도 한다. 감라스탄 주변에 있는 작은 섬들로는 리다르홀멘 섬(Riddarholmen), 헬게안스홀멘 섬(Helgeandsholmen), 스트룀스보리 섬(Strömsborg)이 있다.
감라스탄은 13세기부터 형성되었으며 중세 시대에 건설된 도로와 거리, 오랜 역사를 가진 건축물들이 들어서 있다.
감라스탄 중심부에 위치한 스토르토리에트 광장(Stortorget, 대광장)에는 스톡홀름 증권 거래소를 비롯한 옛 건축물들이 있다. 이 광장은 1520년 11월 덴마크의 크리스티안 2세 국왕이 이끄는 덴마크 군대가 스웨덴의 귀족들을 학살한 스톡홀름 피바다 사건이 일어난 곳이다. 이 사건으로 인해 폭동과 내전이 일어나면서 칼마르 동맹이 해체되었고 구스타브 1세 바사가 스웨덴의 국왕으로 즉위하게 된다.
감라스탄에는 스톡홀름 대성당, 노벨 박물관 외에 스웨덴 왕실의 묘소로 사용되고 있는 리다르홀름 교회(Riddarholm), 18세기에 건설된 바로크 건축 양식의 왕궁이자 스웨덴 왕실의 거주지인 스톡홀름 궁전(Stockholms slott)이 있다. 감라스탄 북서쪽에는 기사의 관저(Riddarhuset)가 들어서 있다.
감라스탄에 있는 외스텔롱가탄 거리(Österlånggatan)에는 1722년부터 현재까지 운영 중인 음식점인 덴 윌데네 프레덴(Den gyldene freden)이 들어서 있다. 이 음식점은 세계에서 오랜 역사를 가진 음식점이며 기네스 세계 기록에 따르면 음식점의 내장재도 바꾸지 않았다고 한다. 왕궁 남쪽에는 볼후스테판(Bollhustäppan) 광장이 있다.
고고학에서는 한동안 감라스탄에 있는 370여개의 건축물들에 대한 입증이 부족했지만 최근에 실시된 몇몇 자원봉사자들의 조사를 토대로 17세기부터 18세기 이전까지 수많은 건축물들이 남아 있었다고 판단하고 있다.
19세기 중반부터 20세기 중반까지 감라스탄 슬럼으로 간주되었고 역사적 건축물들 가운데 대부분은 방치되었다. 특히 제2차 세계 대전 이후에는 수많은 벽돌들과 5개의 골목길이 스웨덴 의회의 확장 공사로 인해 파괴되었다. 1980년대 이후부터 감라스탄에는 중세 시대의 거리, 르네상스의 건축, 후세에 있었던 증축으로 인해 수많은 관광객들이 몰린다.

## 사진

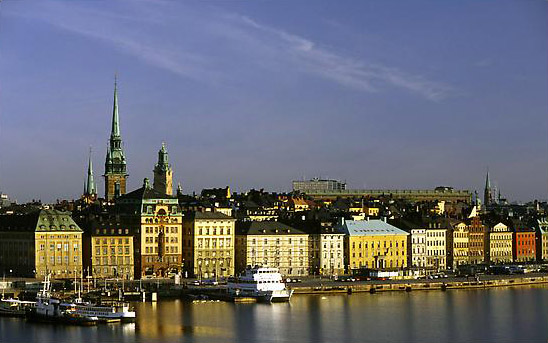
감라스탄과 접한 항만의 아침
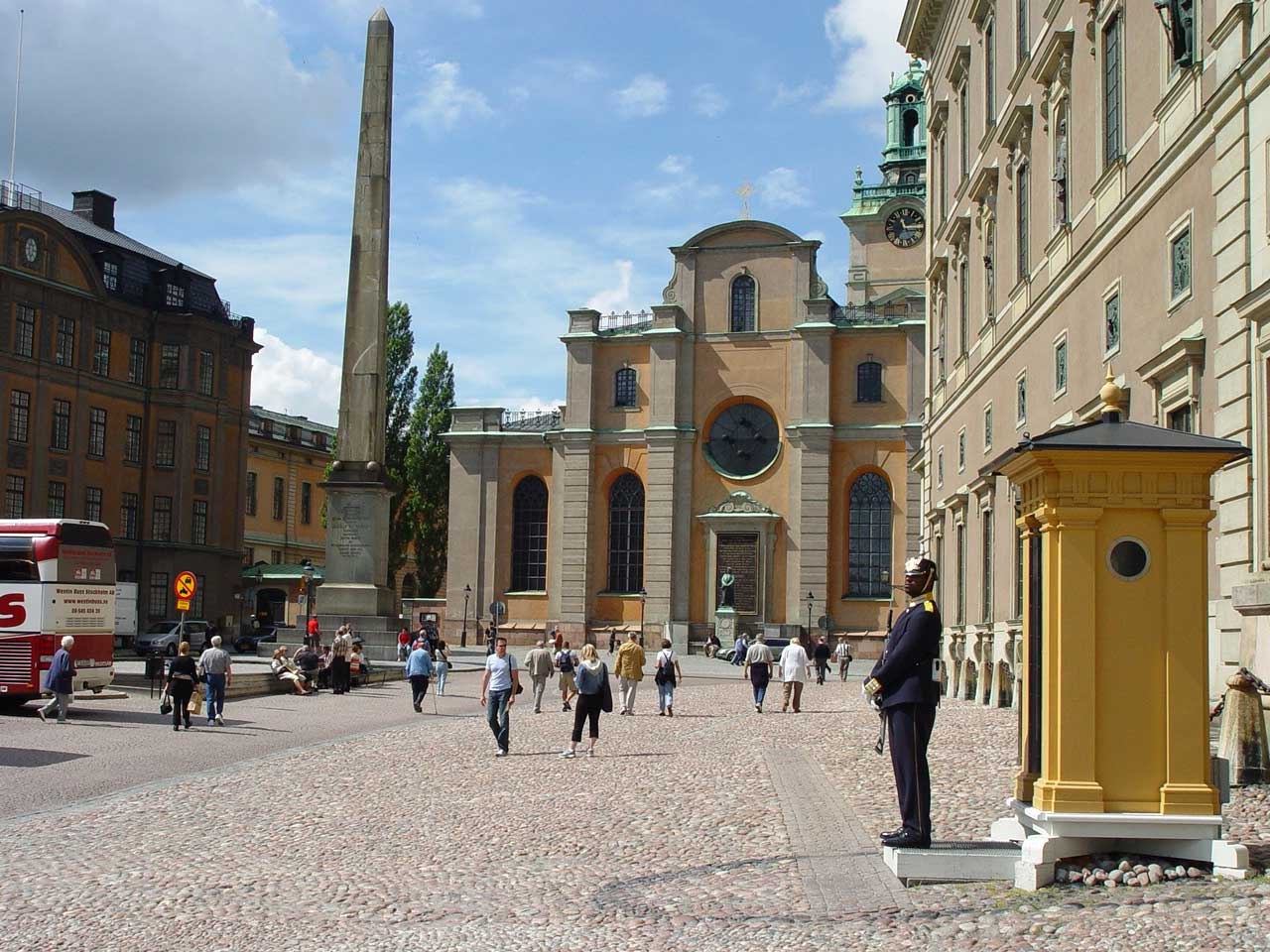
스톡홀름 궁전과 스톡홀름 대성당
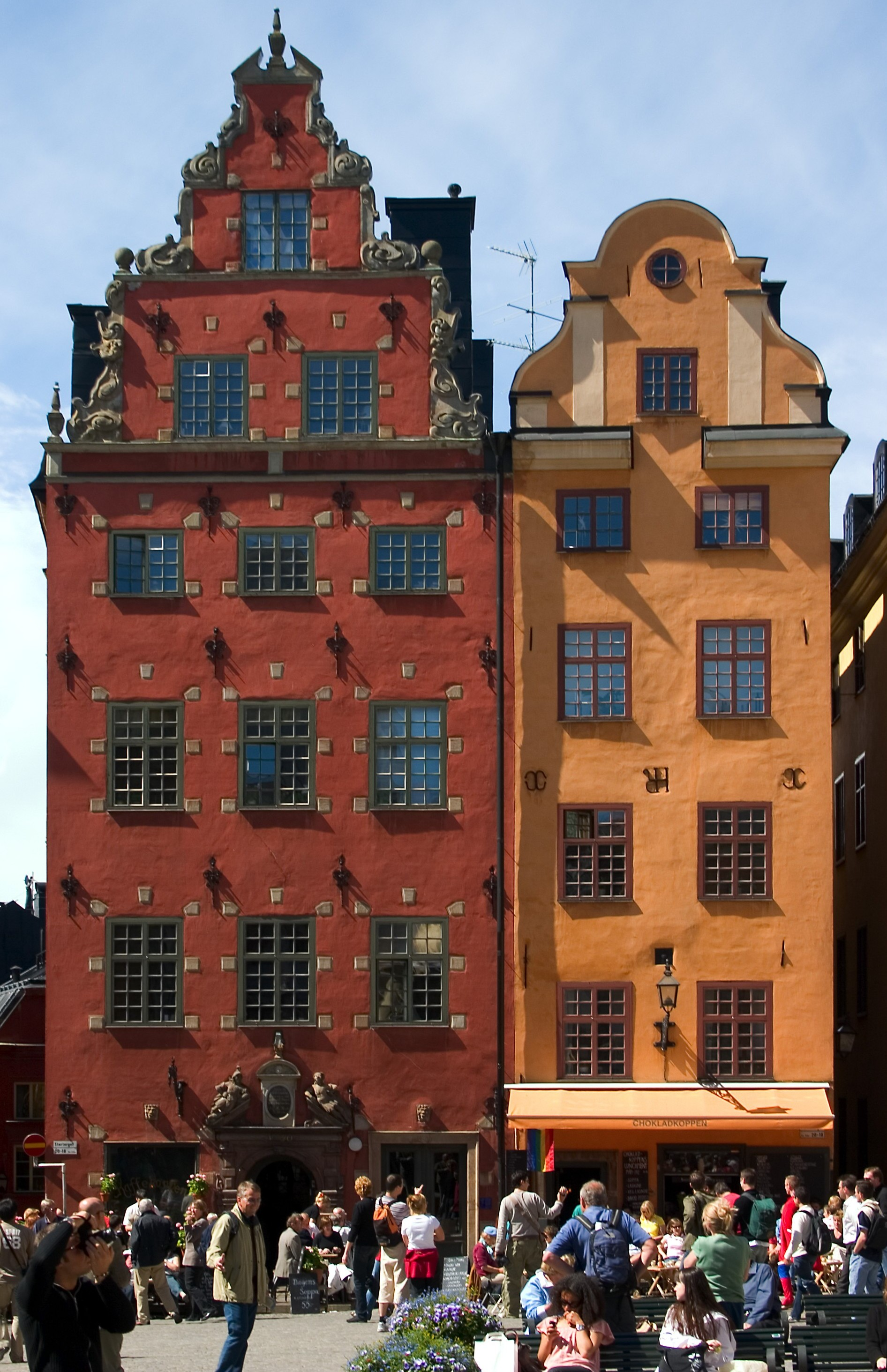
감라스탄에 있는 건축물
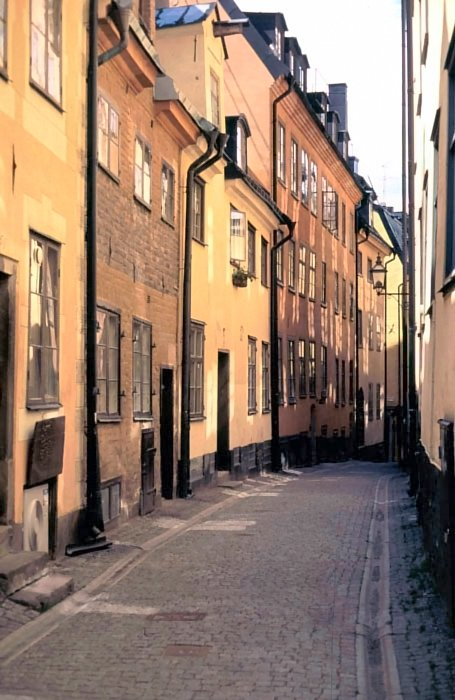
감라스탄에 있는 프레스트가탄(Prästgatan) 거리